# Culture de Lialovo
La culture de Lialovo (en russe : Льяловская культура, Lialovskaïa koultoura) est une culture archéologique subnéolithique, qui appartient à la culture de la céramique au peigne. Elle est nommée d'après un site fouillé en 1925 dans le village de Lialovo dans l'oblast de Moscou près de Zelenograd.
Elle est datée des Ve – IIIe millénaire av. J.-C., et se situait dans le bassin de la Volga et de l'Oka.